# 電競椅

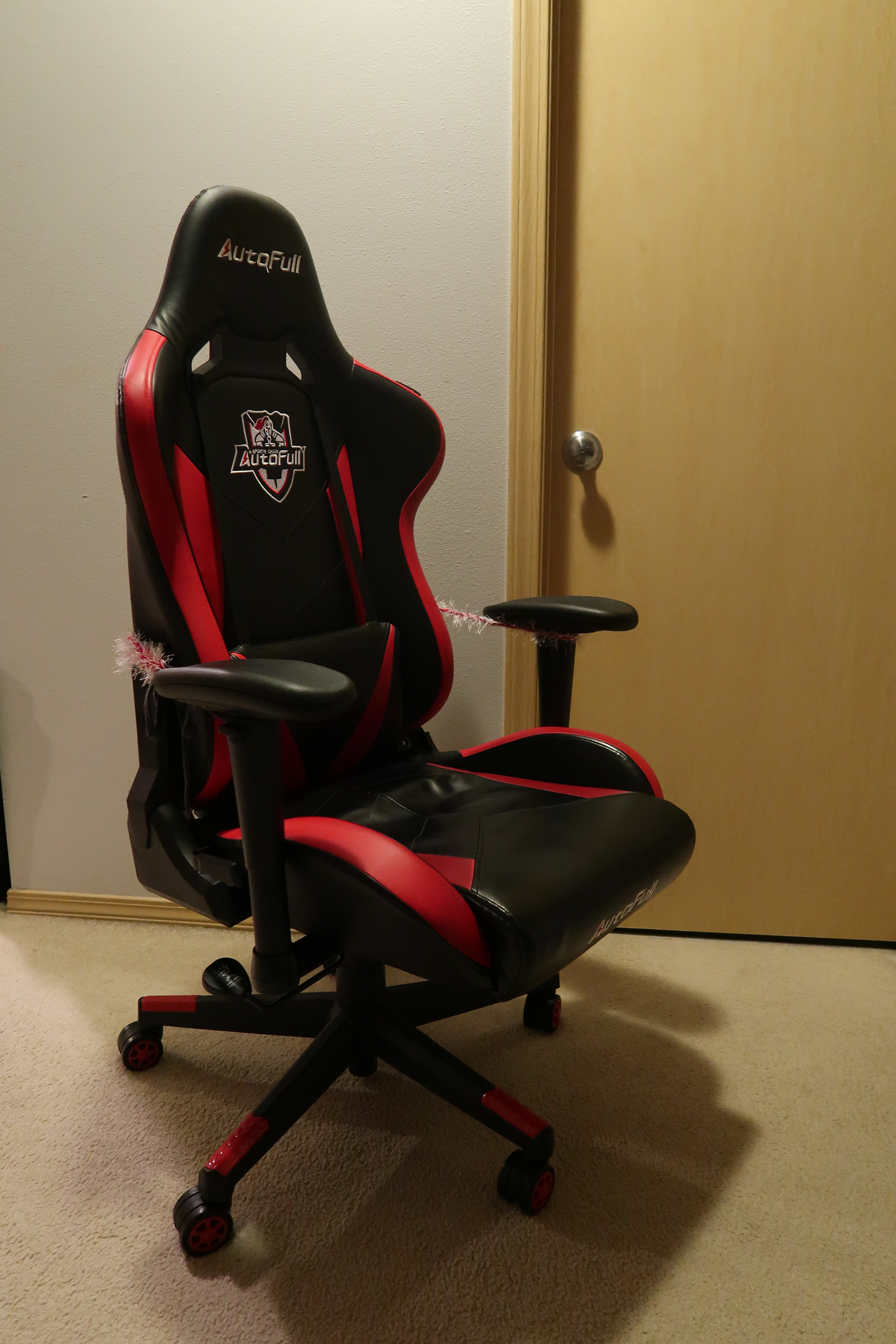

電競椅是一種針對遊戲玩家銷售的椅子。它們與大多數辦公椅的不同之處在於於其靠背較高，可以支撐上背部和肩部。 與許多辦公椅一樣，它們也是可客製化的：扶手、椅背、腰部支撐和頭枕都可以調節，以提高舒適度和效率。  然而，電競椅也招致了批評。例如，它們的設計和行銷主要注重美觀，但其人體工學卻比現代辦公椅更差。

## 歷史
第一款符合人體工學的電競椅是由DXRacer公司於2006年左右生產的，該公司最初以生產豪華汽車的高端座椅而聞名。 然而，隨著克萊斯勒公司停止生產多條汽車生產線，該公司開始遇到困難，這促使DXRacer將其庫存的桶形座椅改造成獨立的椅子，並面向遊戲玩家銷售。 2008年，越來越多的公司開始生產電競椅。
2011年，隨著直播平台Twitch的出現和電競的普及，電競椅市場迅速成長。在Twitch社群中，擁有一把電競椅意味著該直播主是一名合格且受人尊敬的遊戲玩家，這點已成共識。